# Тацинский историко-краеведческий музей
Тацинский историко-краеведческий музей — музей в станице Тацинская.

## История музея
Музей основан в октябре 1968 года. Его открытие было приурочено к 25-годовщине Тацинского танкового рейда. Экспозиции музея расположены в 4-х залах: № 1 — «Казачья горница», № 2 — «Гражданская война и предвоенные годы», № 3 — «Зал Боевой Славы», № 4 — «Выставочный зал».
Центральное место в экспозиции музея отведено Тацинскому танковому рейду, совершенному с 16 по 24 декабря 1942 года 24-м танковым корпусом под командованием генерал-майора танковых войск Василия Михайловича Баданова и его роли в Сталинградской битве. Этому событию посвящена диорама «Бой на Тацинском аэродроме» (автор Виталий Иванович Ромахов), карта-схема Сталинградской битвы, фотографии участников Сталинградской битвы и образцы трофейного оружия.
Экспозиционно-выставочная площадь музея составляет 226 м², фондохранилищ — 14 м². Среднее количество посетителей в год — 4000. Единиц хранения — 2147.
13 марта 2014 года из музея были украдены два редких ордена и одна медаль донского полководца генерала-майора авиации Семёна Дмитриевича Теренченко.

## Адрес
Музей расположен по адресу: 347060, Ростовская область, Тацинский р-н, стан. Тацинская, пер. Соревнования, д. 9.
На площадке около музея стоит танк Т-34-85 послевоенного выпуска. Рядом с крыльцом музея установлен ствол 76-мм противотанкового орудия ЗИС-3 на самодельном лафете.